# Fredric Fabian Frisell
Fredric Fabian Frisell, född 7 januari 1820 i Skållerud, Älvsborgs län, död 2 augusti 1876 i Stavnäs socken, var en svensk grosshandlare och politiker, verksam i Göteborg.

## Biografi
Fredric Fabian Frisell var son till brukspatron Erik Frisell och Hedvig Gustava Ekelund. Han var bror till Henning Frisell.
Frisell avlade hovrättsexamen vid Uppsala universitet 1847 och startade sin bana som e.o. kanslist i Kungl. Maj:ts justitierevisions expedition och auskultant i Svea hovrätt. År 1849 erhöll han burskap i Göteborg och grundade tillsammans med brodern Henning handelsfirman F. & H. Frisell. Åren 1863–1866 var han ledamot av Göteborgs stadsfullmäktige och deltog som juridiskt utbildad flitigt i det kommunala arbetet. Fram till 1875 var han ledamot av Göteborg utskänknings AB då han efterträddes av Erik Wijk.
Han är begravd på Stavnäs kyrkogård.